# 하우스룰즈
하우스룰즈(House Rulez)는 대한민국의 전자 음악 그룹이다. 소속사는 애프터문이다. 대중적으로 데뷔하기 이전에는 홍대, 압구정, 청담동 등의 여러 클럽에서 활동했다. 대표곡으로는 `집`, `Do it` 등이 있다.

## 구성원

### 서로 (리더)
- 직업 : DJ , 음악 프로듀서(작곡가)
- 출생 : 1979년 3월 5일

### 안지석
- 직업 : 공연예술가
- 출생 : 1982년 5월 12일

## 발표한 앨범
- 2007년 4월 5일 1집 Mojito
- 2007년 7월 23일 M.Net Summer Break (Single)
- 2007년 9월 4일 Mojito : Repackage Album
- 2007년 11월 30일 1.5집 Hotel Plaza
- 2008년 5월 30일 The Hope (Single)
- 2008년 12월 4일 2집 Star House City
- 2009년 7월 7일 2.5집 Poolparty
- 2009년 11월 11일 Cheers! (Single)
- 2010년 1월 21일 Winter 2010 (Single)
- 2010년 8월 5일 3집 Magic Television
- 2010년 10월 27일 House Rulez Corea DJ Remix
- 2011년 1월 11일 Happy New Year!
- 2012년 1월 10일 New Day
- 2012년 8월 2일 4집 Reset
- 2013년 10월 30일 after reset
- 2013년 11월 29일 모여라
- 2013년 12월 12일 Invitation (Single)
- 2013년 12월 13일 Invitation : DJ soro remix
- 2014년 1월 10일 Melody
- 2014년 1월 15일 정규앨범 Final Fantasy
- 2014년 6월 16일 5집 Road to venue
- 2014년 12월 10일 Winter Anniversary
- 2015년 10월 12일 Never Die (Single)
- 2016년 1월 4일 Feel Good (Single)
- 2016년 7월 25일 Tropique (Single)